# Florian Pößl
Florian Pößl (* in Bayern) ist ein ehemaliger deutscher Squashspieler.

## Karriere
Florian Pößl war in den 1990er-Jahren als professioneller Squashspieler auf der PSA World Tour aktiv. 1998 wurde er Deutscher Meister. Mit der deutschen Nationalmannschaft nahm er 1989, 1993, 1995, 1997, 1999 und 2001 an der Weltmeisterschaft teil. Auch bei Europameisterschaften gehörte er in seiner aktiven Zeit fast durchgängig zum deutschen Aufgebot und wurde mit der Mannschaft 1993 und 1994 Vizeeuropameister.
Er arbeitet heute als Squashtrainer in Zürich.

## Erfolge
- Vizeeuropameister mit der Mannschaft: 1993, 1994
- Deutscher Einzelmeister: 1998